# ホーチミン共産青年同盟
ホーチミン共産青年同盟（ホーチミンきょうさんせいねんどうめい、ベトナム語：Đoàn Thanh niên Cộng sản Hồ Chí Minh / 團靑年共產胡志明）は、ベトナムの青年組織で、同盟員は、国家の独立と社会主義建設を推し進めて、民生を向上させ、国土を強靱にし、社会を民主的文化的にするために努力する先進的な青年であるとされる。旧ソビエト連邦等のコムソモールに相当する。
1931年3月26日、ベトナム共産党とホー・チ・ミンの指導のもとでベトナム共産青年同盟が創設され、何度かの改編を経て、1976年12月に現在の名称が定められた。
- 1931年-1936年：ベトナム共産青年同盟、インドシナ共産青年同盟
- 1937年-1939年：インドシナ民主青年同盟
- 1939年11月-1941年：インドシナ反帝青年同盟
- 1941年5月-1956年：救国青年同盟
- 1956年10月25日-1970年：ベトナム労働青年同盟
- 1970年2月-1976年11月：ホーチミン労働青年同盟[3]

本部はハノイにあり、約610万人（2007年）の同盟員を擁している。